# فهرست فیلم‌های پویانمایی ۲۰۱۱
این فهرستی از فیلم‌های بلند پویانمایی است که در سال ۲۰۱۱ منتشر شدند.

## فهرست
| عنوان | کشور                  | کارگردان                                  | استودیو                                                                                     | تکنیک                               | یادداشت      |
| --- | --------------------- | ----------------------------------------- | ------------------------------------------------------------------------------------------- | ----------------------------------- | ------------ |
| یک فیلم نسبتاً عجیب و غریب: بزرگ شو، تیمی ترنر!                                                                                     | ایالات متحده کانادا   | استیو هالند                               | بیلیون‌فولد فردرتور استودیوز پسیفیک بی انترتینمنت                                            | پویانمایی رایانه‌ای لایو اکشن        |              |
| ماجراهای تن‌تن | ایالات متحده          | استیون اسپیلبرگ                           | امبلین اینترتینمنت / کمپانی کندی/مارشال / نیکلودئون موویز / وینگ‌نات فیلمز / پارامونت پیکچرز | پویانمایی رایانه‌ای                  |              |
| سوپرمن تمام‌ستاره | ایالات متحده          | سام لیو                                   | برادران وارنر انیمیشن، دی‌سی کامیکس                                                          | سنتی                                | فیلم ویدیوئی |
| آرتور کریسمس | انگلستان ایالات متحده | سارا اسمیت                                | آردمن انیمیشن / سونی پیکچرز انیمیشن / کلمبیا پیکچرز                                         | پویانمایی رایانه‌ای                  |              |
| سال اول | ایالات متحده          | لورن مونتگومری، سام لیو                   | برادران وارنر انیمیشن، دی‌سی کامیکس                                                          | سنتی                                | فیلم ویدیوئی |
| ماشین‌ها ۲ | ایالات متحده          | جان لستر، برد لوئیس                       | والت دیزنی پیکچرز / پیکسار                                                                  | پویانمایی رایانه‌ای                  |              |
| بچه‌هایی که آواهای گمشده را دنبال می‌کنند 星を追う子ども (Hoshi o Ou Kodomo)                                                         | ژاپن                  | ماکوتو شینکای                             | کومیکس ویو                                                                                  | سنتی                                |              |
| فضای مرده: عواقب | ایالات متحده          | مایک دیسا                                 | استارز مدیا / فیلم رومن / پامپکین استودیو / الکترونیک آرتس                                  | سنتی                                | فیلم ویدیوئی |
| بر فراز تپه شقایق コクリコ坂から (Kokuriko-zaka Kara)                                                                              | ژاپن                  | گورو میازاکی                              | استودیو جیبلی                                                                               | سنتی                                |              |
| کیمیاگر تمام‌فلزی: ستاره مقدس میلوس (鋼の錬金術師 嘆きの丘（ミロス）の聖なる星 (Hagane no Renkinjutsushi: Mirosu no Sei-naru Hoshi) | ژاپن                  | کازویا موراتا                             | بونز/ انیپلکس / شوچیکو                                                                      | سنتی                                |              |
| نومئو و ژولیت | انگلستان ایالات متحده | کلی اشبری                                 | راکت پیکچرز                                                                                 | پویانمایی رایانه‌ای                  |              |
| گرین لانترن: شوالیه‌های زمردین | ایالات متحده          | کریستوفر برکلی، لورن مونتگومری، جی اولیوا | برادران وارنر انیمیشن، دی‌سی کامیکس                                                          | سنتی                                | فیلم ویدیوئی |
| خوش قدم ۲ | استرالیا ایالات متحده | جرج میلر                                  | جرج میلر/ برادران وارنر                                                                     | پویانمایی رایانه‌ای                  |              |
| شنل‌قرمزی ۲ | ایالات متحده          | مایک دیسا                                 | کانبر انترتینمنت / واینستین کمپانی                                                          | پویانمایی رایانه‌ای                  |              |
| کی-اون! けいおん! (Keion!) | ژاپن                  | نائوکو یامادا                             | کیوتو انیمیشن                                                                               | سنتی                                |              |
| پاندای کونگ‌فوکار ۲ | ایالات متحده          | جنیفر یو نلسون                            | دریم‌ورکس انیمیشن / پارامونت پیکچرز                                                          | پویانمایی رایانه‌ای                  |              |
| ستاره لارا Lauras Stern und die Traummonster                                                                                       | آلمان                 | اوته فون مونچوپول، تیلو گراف روتکیرچ      | روتکیرچ / تولید فیلم کارتونی                                                                | تصویر تولیدشده توسط کامپیوتر / سنتی |              |
| لیفی مرغی در جنگل 마당을 나온 암탉 (Madangeul Naon Amtak)                                                                          | کره جنوبی             | سونگ یون اوه                              | ام‌کی پیکچرز                                                                                 | پویانمایی رایانه‌ای                  | [ ۱ ] [ ۲ ]  |
| خانه درختی سحرآمیز マジック・ツリーハウス                                                                                          | ژاپن                  | هیروشی نیشیکیوری                          | آجیا-دو انیمیشن ورکس                                                                        | سنتی                                |              |
| مارداک اسکرمبل マルドゥック・スクランブル 燃焼 (Marudukku Sukuranburu: Nenshō)                                                     | ژاپن                  | سوسومو کودو                               | گوهندز                                                                                      | سنتی                                |              |
| مریخ به مامان‌ها نیاز دارد | ایالات متحده          | سایمون ولز                                | والت دیزنی پیکچرز / ایمج مورز دیجیتال                                                       | پویانمایی رایانه‌ای                  |              |
| هیولایی در پاریس Un monstre a Paris                                                                                                | فرانسه                | بیبو برژرون                               | بیبو برژرون / اروپاکورپ                                                                     | پویانمایی رایانه‌ای                  |              |
| فردی فراگ‌فیس | دانمارک               | پیتر دود                                  | کرون فیلم پروداکشنز                                                                         | پویانمایی رایانه‌ای                  | [ ۳ ]        |
| گربه چکمه‌پوش | ایالات متحده          | کریس میلر                                 | دریم‌ورکس انیمیشن / پارامونت پیکچرز                                                          | پویانمایی رایانه‌ای                  |              |
| رنگو | ایالات متحده          | گور وربینسکی                              | نیکلودئون موویز / بلایند وینک / جی کی فیلمز / پارامونت پیکچرز                               | پویانمایی رایانه‌ای                  |              |
| ریو | ایالات متحده          | کارلوز سالدانیا                           | بلو اسکای استودیو / استودیو قرن بیستم                                                       | پویانمایی رایانه‌ای                  |              |
| تکن: انتقام خون 鉄拳 ブラッド・ベンジェンス (Tekken Buraddo Benjensu)                                                              | ژاپن                  | یویچی موری                                | دیجیتال فرانتیر / آسمیک ایس                                                                 | پویانمایی رایانه‌ای                  |              |
| وینی د پو | ایالات متحده          | استفن جی اندرسون، دان هال                 | والت دیزنی پیکچرز / استودیو انیمیشن والت دیزنی                                              | سنتی                                |              |

## پرفروش‌ترین فیلم‌های پویانمایی ۲۰۱۱
۱۰ پرفروش‌ترین فیلم‌های پویانمایی سال ۲۰۱۱ عبارتند از:
| رتبه | عنوان              | توزیع‌کننده/ استودیو                                                | فروش جهانی   |
| ---- | ------------------ | ------------------------------------------------------------------ | ------------ |
| ۱    | پاندای کونگ‌فوکار ۲ | دریم‌ورکس انیمیشن                                                   | $۶۶۵٬۶۹۲٬۲۸۱ |
| ۲    | ماشین‌ها ۲          | استودیو سینمایی والت دیزنی / پیکسار                                | $۵۶۲٬۱۱۰٬۵۵۷ |
| ۳    | گربه چکمه‌پوش       | دریم‌ورکس انیمیشن                                                   | $۵۵۴٬۹۸۷٬۴۷۷ |
| ۴    | ریو                | استودیو سینمایی والت دیزنی / استودیو قرن بیستم / بلو اسکای استودیو | $۴۸۴٬۶۳۵٬۷۶۰ |
| ۵    | ماجراهای تن‌تن      | نیکلودئون موویز                                                    | $۳۷۳٬۹۹۳٬۹۵۱ |
| ۶    | رنگو               | نیکلودئون /بلایند وینک/جی کی فیلمز                                 | $۲۴۵٬۷۲۴٬۶۰۳ |
| ۷    | نومئو و ژولیت      | استودیو سینمایی والت دیزنی / تاچ‌استون پیکچرز                       | $۱۹۳٬۹۶۷٬۶۷۰ |
| ۸    | خوش قدم ۲          | ویلیج رودشو پیکچرز                                                 | $۱۵۰٬۴۰۶٬۴۶۶ |
| ۹    | آرتور کریسمس       | آردمن انیمیشن/سونی پیکچرز انیمیشن                                  | $۱۴۷٬۴۱۹٬۴۷۲ |
| ۱۰   | بر فراز تپه شقایق  | استودیو جیبلی                                                      | $۶۱٬۴۵۹٬۴۲۵  |